# Ducula pinon
Il piccione imperiale di Pinon (Ducula pinon Gaimard, 1823) è un uccello della famiglia dei Columbidi.

## Descrizione
Il piccione imperiale di Pinon è lungo 44–48 cm e pesa 783-802 g. La colorazione generale è grigia, le parti inferiori sono marroncine, la coda ha una sottile banda bianca, ad ali chiuse si notano due fasce nere. Le diverse sottospecie si contraddistinguono principalmente per le differenti tonalità del piumaggio e la presenza di tinte marroncine. L'iride è rossa così come l'ampia zona nuda attorno all'occhio, il becco è grigio con l'estremità più chiara, le zampe sono rosse. I sessi sono simili.

## Biologia
Si nutre di frutta che ricerca nella parte alta delle cime degli alberi, in coppia o in gruppi fino a 11 individui. Depone un uovo bianco in un nido costruito nella parte alta degli alberi.

## Distribuzione e habitat
Vive nelle foreste e nelle aree disboscate in genere nelle zone pianeggianti di bassa quota fino a 600 metri della Nuova Guinea e isole circostanti.

## Tassonomia
Comprende le seguenti sottospecie:
- D. p. pinon (Gaimard, 1823) - isole Aru, isole Papua occidentali, Nuova Guinea nord-occidentale e meridionale, coste settentrionali della Nuova Guinea sud-orientale;
- D. p. jobiensis (Schlegel, 1871) - isola di Yapen, Nuova Guinea settentrionale e isole vicine;
- D. p. salvadorii (Tristram, 1882) - arcipelago di D'Entrecasteaux e arcipelago delle Luisiadi.